# Шемпер, Адриан
Адриан Шемпер (хорв. Adrian Šemper; 12 января 1998 года, Загреб, Хорватия) — хорватский футболист, голкипер итальянского клуба «Пиза».

## Клубная карьера
Шемпер родился в Загребе. С шести лет занимался в академии «Динамо». Закончил её в 2016 году. Является одним из поколения своего возраста, на которых возлагаются особые надежды, равно как Йосип Брекало, Борна Соса и Бранимир Калаица.
В 2016 году подписал с клубом свой первый профессиональный контракт. Также Шемперу предлагал контракт лондонский «Челси», выставляя сумму в 3 млн. евро за трансфер, однако сам голкипер отказался переходить. Дебютировал в хорватском чемпионате 6 мая 2016 года в поединке против «Славена Белупо», провёл на поле весь матч, отстояв на ноль.
С сезона 2016/2017 — основной голкипер загребского «Динамо».

## Карьера в сборной
Основной голкипер юношеских сборных Хорватии. Участник чемпионата Европы 2015 среди юношей до 17 лет и чемпионата мира 2015 среди юношей того же возраста. Четвертьфиналист обоих турниров. На обоих также играл в стартовом составе каждого матча.

## Достижения
«Динамо (Загреб)»
- Чемпионат Хорватии по футболу — 2015/2016